# Serie de colección 15 auténticos éxitos (álbum de Santana)
Serie De Colección 15 Auténticos Éxitos es un álbum recopilatorio del músico mexicano Santana. Fue lanzado en 1983 y reúne grandes éxitos desde 1969 hasta 1982. Forma parte de la lista de los 100 discos que debes tener antes del fin del mundo, publicada en 2012 por Sony Music.

## Lista de canciones
- 1. Caminos del mal (Evil Ways) - 3:56
- 2. Mujer de magia negra / Reina gitana (Black Magic Woman / Gypsy Queen) - 5:17
- 3. Oye Como Va - 5:47
- 4. Samba Pa' Ti - 4:46
- 5. Europa (El llanto de la Tierra, La sonrisa del cielo) (Europa - Earth's Cry Heaven's Smile) - 5:04
- 6. Todos somos todo (Everybody's Everything) - 3:30
- 7. Sin depender de nadie (No One To Depend On) - 5:25
- 8. Jingo - 4:18
- 9. Maratón (Marathon) - 1:27
- 10. Sabes que te quiero (You Know That I Love You) - 4:26
- 11. Ella no está ahí (She's Not There) - 4:22
- 12. Ganando (Winning) - 3:28
- 13. Te quiero mucho, demasiado (I Love You Much, Too Much) - 4:42
- 14. Sacrificio del alma (Soul Sacrifice) - 8:47
- 15. Que se necesita para ganar tu amor? (What Does It Take To Win Your Love?) - 3:23

- Datos: Q25411997